# جان تورتورو
جان مایکل تورتورو (به انگلیسی: John Michael Turturro) (زاده ۲۸ فوریه ۱۹۵۷ در بروکلین، نیویورک)، بازیگر، نویسنده و کارگردان آمریکایی است.

## زندگی
تورتورو کاتولیک است و پدر و مادری ایتالیایی دارد. مادرش کاترین، خواننده آماتور جاز بود و پدرش، نیکولاس تورتورو، به عنوان نجار و کارگر ساختمانی مشغول به کار بود.
در سن شش سالگی، به همراه خانواده‌اش به یکی از بخش‌های کوئینزِ نیویورک به نام روزدال نقل مکان کرد و در رشته درام در دانشگاه ایالتی نیوپالتز نیویورک مشغول به تحصیل شد و استادی هنرهای زیبا(MFA)ی خود را در مدرسه درام ییل کامل کرد. اولین تجربه بازیگری او در نقشی کوتاه در فیلم تحسین شده گاو خشمگین مارتین اسکورسیسی اتفاق افتاد.
تورتورو بیشتر با نقش آفرینی در فیلم‌های بارتون فینک (۱۹۹۱)، مسابقه تلویزیونی (۱۹۹۴)، لبوفسکی بزرگ (۱۹۹۸) و ای برادر، کجایی؟ (۲۰۰۰) شناخته می‌شود. او در بیش تر از شصت فیلم به ایفای نقش پرداخته و به تغییر توامان فیزیک و رفتارش شهره است.
تورتورو در سال ۲۰۱۳ کارگردانی فیلم ژیگولوی رو به افول با حضور هنرمندانی از جمله وودی آلن، سوفیا ورگارا و ونسا پارادی؛ برعهده داشت. در همان سال فیلم ریو، دوستت دارم با کارگردانی تورتورو و با همکاری با چندین کارگردان مشهور، با هنرپیشگی پارادی منتشر شد.
از دیگر کارهای او می‌توان به کارگردانی فیلم عشق و سیگار، ژیگولوی رو به زوال  اشاره کرد.

## فیلم‌شناسی
فهرست برخی از فیلم‌هایی که جان تورتورو در آن‌ها به ایفای نقش پرداخته‌است:
- گاو خشمگین (۱۹۸۰)
- نابودگر ۲ (۱۹۸۴)
- بچه فلامینگو (۱۹۸۴)
- ناامیدانه در جستجوی سوزان (۱۹۸۵)
- برای زندگی و مرگ (۱۹۸۵)
- هانا و خواهرانش (۱۹۸۶)
- رنگ پول (۱۹۸۶)
- گانگ هو (۱۹۸۶)
- بدون ضرب‌وشتم (۱۹۸۶)
- گانگ هو (۱۹۸۶)
- پنج گوشه (۱۹۸۷)
- سیسیلی‌ها (۱۹۸۷)
- کار درست را بکن (۱۹۸۹)
- آتش گرفتن (۱۹۹۰)
- ایالات گریس (۱۹۹۰)
- بهترین بلوز (۱۹۹۰)
- تقاطع میلر (۱۹۹۰)
- مردان محترم (۱۹۹۱)
- تب جنگل (۱۹۹۱)
- بارتون فینک (۱۹۹۱)
- مک (۱۹۹۲)
- اهداکنندگان مغز (۱۹۹۲)
- بی‌باک (۱۹۹۳)
- انسان (۱۹۹۴)
- مسابقه تلویزیونی (۱۹۹۴)
- جستجو و نابود کردن (۱۹۹۵)
- قهرمانان بی‌بندوبار (۱۹۹۵)
- کلاکرز (۱۹۹۵)
- دختر ۶ (۱۹۹۶)
- جعبه مهتاب (۱۹۹۶)
- رحمت قلب من (۱۹۹۶)
- آتش‌بس (۱۹۹۷)
- ایلومیناتا (۱۹۹۸)
- راندرز (۱۹۹۸)
- او بازی را برد (۱۹۹۸)
- گاراژ خوب (۱۹۹۸)
- لبوفسکی بزرگ (۱۹۹۸)
- حیوانات (۱۹۹۸)
- تابستان سام (۱۹۹۹)
- گهواره خواهد جنبید (۱۹۹۹)
- ای برادر، کجایی؟ (۲۰۰۰)
- مردی که گریست (۲۰۰۰)
- کارمند شرکت (۲۰۰۰)
- دو هزار و هیچ (۲۰۰۰)
- دفاع لوژین (۲۰۰۰)
- مانکیبون (۲۰۰۱)
- سیزده گفتگو در مورد یک چیز (۲۰۰۱)
- تلفات جانبی (۲۰۰۲)
- آقای دیدز (۲۰۰۲)
- ترس مجهول (۲۰۰۳)
- مدیریت خشم (۲۰۰۳)
- ترس مجهول (۲۰۰۳)
- مدیریت خشم (۲۰۰۳)
- پنجره مخفی (۲۰۰۴)
- او از من متنفر است (۲۰۰۴)
- عشق و سیگار (۲۰۰۵)-کارگردان
- چوپان خوب (۲۰۰۶)
- چند روز در سپتامبر (۲۰۰۶)
- تبدیل‌شوندگان (۲۰۰۷)
- مارگو در مراسم عروسی (۲۰۰۷)
- جریان پس‌رو (۲۰۰۷)
- الان چه اتفاقی افتاد (۲۰۰۸)
- تو حریف زوهان نمی‌شی (۲۰۰۸)
- معجزه در سنت آنا (۲۰۰۸)
- گرفتن پلهام ۱۲۳ (۲۰۰۹)
- تبدیل‌شوندگان: انتقام فالن (۲۰۰۹)
- فندق‌شکن (۲۰۱۰)
- ماشین‌ها ۲ (۲۰۱۱)
- تبدیل‌شوندگان: نیمه تاریک ماه (۲۰۱۱)
- ژیگولوی رو به زوال (۲۰۱۳)
- رفتار بد خدایان (۲۰۱۳)
- جیب خدا (۲۰۱۴)
- خروج: خدایان و پادشاهان (۲۰۱۴)
- ریو، دوستت دارم (۲۰۱۴)
- مادر من (۲۰۱۵)
- نیمه ابری همراه با طلسم‌های آفتابی (۲۰۱۵)
- ۶ کله‌پوک (۲۰۱۵)
- دست‌های سنگی (۲۰۱۶)
- سریال آن شب (۲۰۱۶)
- تلفن ثابت (۲۰۱۷)
- تبدیل‌شوندگان: آخرین شوالیه (۲۰۱۷)
- گلوریا بل (۲۰۱۸)
- ماجراهای واقعی پسر گرگی (۲۰۱۹)
- جیزس می‌غلتاند (۲۰۱۹)
- بتمن (۲۰۲۲)
- پینوکیوی گیرمو دل تورو (۲۰۲۲)